# Mönchguter Heimatmuseum

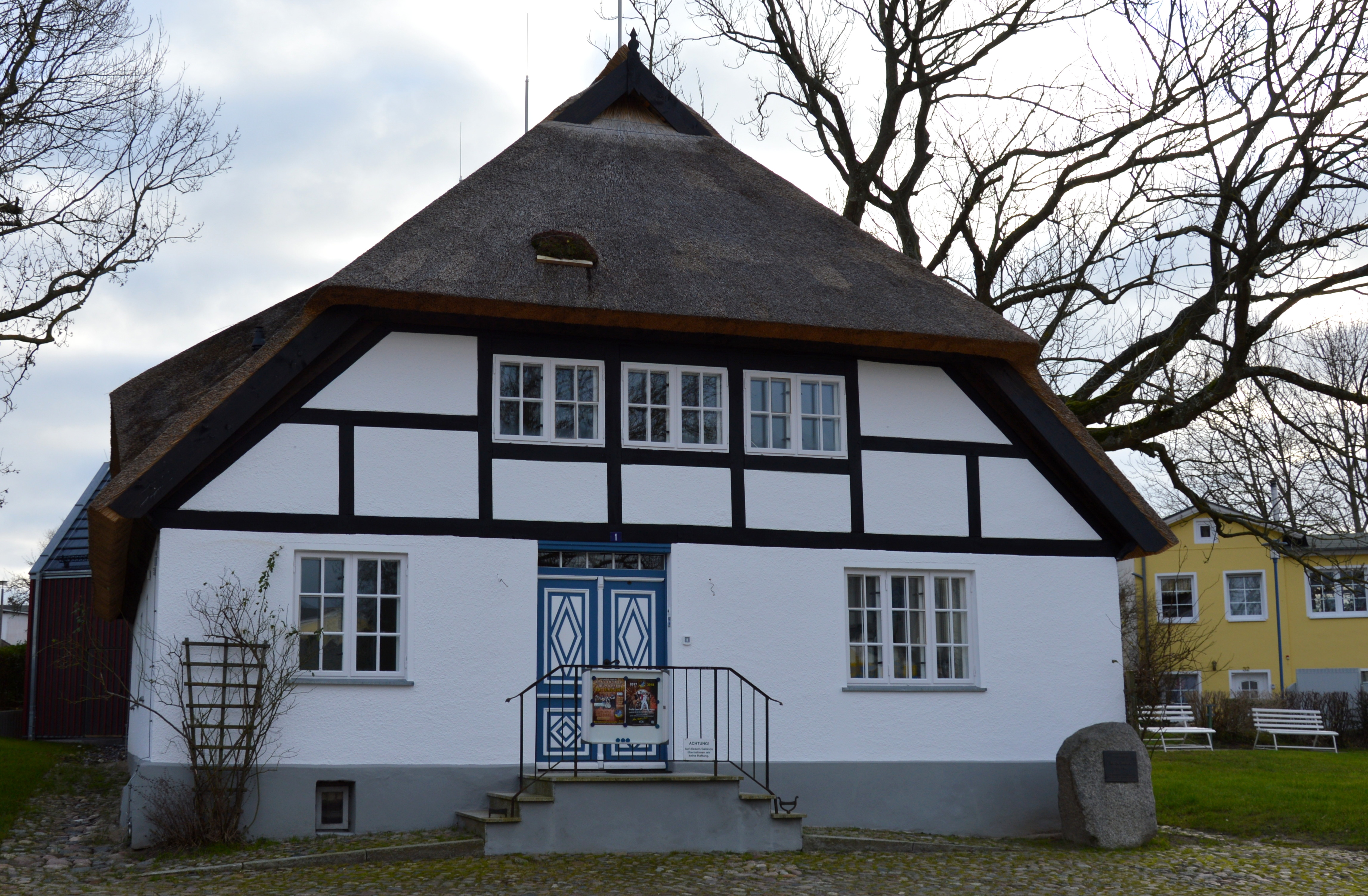
Mönchguter Heimatmuseum, 2017

Das Mönchguter Heimatmuseum ist ein Heimatmuseum in Göhren auf der zu Rügen gehörenden Halbinsel Mönchgut.

## Lage
Es befindet sich am westlichen Ende der Strandstraße an der Adresse Strandstraße 1 unmittelbar an der Kreuzung von Thiessower Straße, Poststraße und Strandstraße. An der Westecke des Gebäudes steht der Ruth-Bahls-Gedenkstein.

## Geschichte und Architektur
Das reetgedeckte Museumsgebäude selbst ist denkmalgeschützt und stammt aus der Mitte des 19. Jahrhunderts. Es ist in Fachwerkbauweise errichtet und mit einem Krüppelwalmdach bedeckt. In der Vergangenheit wurde es als Bauernhaus aber auch Fischer- und Lotsenhaus genutzt und ist auch unter dem Namen Kapitänshaus bekannt. Auf Initiative der Heimatforscherin Ruth Bahls wurde dann am 1. Mai 1963 im Gebäude das Heimatmuseum eröffnet.
2017 erfolgte die Sanierung des Bestandsgebäudes und der Anbau moderner Ausstellungsräume im hinteren Bereich. 2023 wurde die Ausstellung komplett modernisiert und zum 60. Geburtstag am 1. Mai 2023 neu eröffnet.

## Ausstattung
Inhaltlich befasst sich das zu den Mönchguter Museen gehörende Museum mit der Geschichte und dem Leben auf der Halbinsel Mönchgut. So wird die Geologie und Geographie der Region behandelt. Gezeigt werden ur- und frühgeschichtliche Funde aber auch die historische Entwicklung der Region und das Aufkommen des Tourismus mit der Entwicklung Göhrens hin zum Ostseebad. Ein Schwerpunkt ist den Mönchguter Trachten gewidmet.
Das Museum sammelt neben Gegenständen der historischen Alltagskultur auch Kunstwerke von Mönchguter Künstler oder Werke, die sich mit Mönchgut befassen. Im Obergeschoss werden wechselnde Ausstellungen gezeigt. Bis Ende 2024 befindet sich dort eine Fotoausstellung des Fotografen Volkmar Herre. Ab Mai 2025 bis Ostern 2027 wird unter dem Ausstellungstitel "Sonne, Strand und Sozialismus - Urlaub in der DDR" die Urlaubsentwicklung auf Rügen zu DDR-Zeiten thematisiert.
Zum Museum gehört ein Museumsladen.